# Tamás Darnyi
Tamás Darnyi (Budapeste, 3 de junho de 1967) foi um nadador húngaro, ganhador de quatro medalhas de ouro em Jogos Olímpicos e considerado como um dos maiores nadadores de todos os tempos.
Vindo da tradicional escola húngara de nadadores de medley, Tamás Darnyi dominou os 200m e 400 metros medley por vários anos. Em 23 de agosto de 1987 bateu o recorde mundial dos 200m medley com 2m00s56, e em 1988 bateu novamente este recorde. Em 1989 o americano David Wharton com 2m00s11 conseguiu tomar a marca, mas em 1991 Darnyi recuperou-a fazendo 1m59s36, recorde que só cairia em 1994 através do finlandês Jani Sievinen.
Nos 400m medley, Darnyi bateu o recorde mundial em 1987 fazendo 4m15s42, e manteve-se como recordista mundial (baixando o recorde mais duas vezes) até 1994, quando o americano Tom Dolan fez 4m12s30.
Foi o primeiro a nadar os 200m medley abaixo de dois minutos.
Foi nomeado "Nadador do Ano" em 1987 e 1991 pela Swimming World Magazine, e nadador europeu do ano em 1987, 1988 e 1991.